# Ségrie
Ségrie és un municipi francès situat al departament del Sarthe i a la regió de País del Loira. L'any 2007 tenia 598 habitants.

## Demografia

### Població
El 2007 la població de fet de Ségrie era de 598 persones. Hi havia 246 famílies de les quals 64 eren unipersonals (36 homes vivint sols i 28 dones vivint soles), 91 parelles sense fills, 75 parelles amb fills i 16 famílies monoparentals amb fills.
La població ha evolucionat segons el següent gràfic:
Habitants censats

### Habitatges
El 2007 hi havia 323 habitatges, 247 eren l'habitatge principal de la família, 38 eren segones residències i 38 estaven desocupats. 317 eren cases i 5 eren apartaments. Dels 247 habitatges principals, 196 estaven ocupats pels seus propietaris, 49 estaven llogats i ocupats pels llogaters i 2 estaven cedits a títol gratuït; 1 tenia una cambra, 13 en tenien dues, 47 en tenien tres, 80 en tenien quatre i 106 en tenien cinc o més. 181 habitatges disposaven pel capbaix d'una plaça de pàrquing. A 112 habitatges hi havia un automòbil i a 116 n'hi havia dos o més.

### Piràmide de població
La piràmide de població per edats i sexe el 2009 era:
| Homes | Edats   | Dones |
| ----- | ------- | ----- |
| 0     | 95 o +  | 0     |
| 0     | 90 a 94 | 0     |
| 8     | 85 a 89 | 4     |
| 8     | 80 a 84 | 12    |
| 12    | 75 a 79 | 20    |
| 0     | 70 a 74 | 16    |
| 8     | 65 a 69 | 4     |
| 24    | 60 a 64 | 12    |
| 20    | 55 a 59 | 20    |
| 12    | 50 a 54 | 16    |
| 12    | 45 a 49 | 16    |
| 20    | 40 a 44 | 12    |
| 32    | 35 a 39 | 20    |
| 20    | 30 a 34 | 28    |
| 24    | 25 a 29 | 20    |
| 20    | 20 a 24 | 12    |
| 8     | 15 a 19 | 20    |
| 28    | 10 a 14 | 24    |
| 12    | 5 a 9   | 24    |
| 16    | 0 a 4   | 8     |

## Economia
El 2007 la població en edat de treballar era de 380 persones, 280 eren actives i 100 eren inactives. De les 280 persones actives 261 estaven ocupades (141 homes i 120 dones) i 19 estaven aturades (7 homes i 12 dones). De les 100 persones inactives 55 estaven jubilades, 18 estaven estudiant i 27 estaven classificades com a «altres inactius».

### Ingressos
El 2009 a Ségrie hi havia 250 unitats fiscals que integraven 590 persones, la mediana anual d'ingressos fiscals per persona era de 16.359,5 €.

### Activitats econòmiques
Dels 20 establiments que hi havia el 2007, 2 eren d'empreses extractives, 1 d'una empresa alimentària, 4 d'empreses de construcció, 4 d'empreses de comerç i reparació d'automòbils, 1 d'una empresa d'hostatgeria i restauració, 1 d'una empresa financera, 2 d'empreses immobiliàries, 1 d'una empresa de serveis, 2 d'entitats de l'administració pública i 2 d'empreses classificades com a «altres activitats de serveis».
Dels 7 establiments de servei als particulars que hi havia el 2009, 1 era un taller de reparació d'automòbils i de material agrícola, 1 fusteria, 1 lampisteria, 1 electricista, 1 perruqueria, 1 restaurant i 1 agència immobiliària.
Dels 2 establiments comercials que hi havia el 2009, 1 era una fleca i 1 una carnisseria.
L'any 2000 a Ségrie hi havia 24 explotacions agrícoles que ocupaven un total de 1.292 hectàrees.

## Equipaments sanitaris i escolars
El 2009 hi havia una escola elemental.

## Poblacions més properes
El següent diagrama mostra les poblacions més properes.